# Автомагистрала D4 (Чехия)
Автомагистрала D4 (на чешки: Dálnice D4; до 31 декември 2015 г.: Скоростен път R4 (на чешки: Rychlostní silnice R4) е строяща се магистрала в Чехия, която свързва Прага с градовете Писек и Страконице.

## История
Първият участък на пътя е открит през 1966 г. До 1989 г. е напълно готов пътят между градовете Прага и Пршибрам. Към 2017 г. участъкът от Прага до Иловище (първите 9 km) не се смятат за част от магистралата, тъй като не отговаря на съвременните технически изисквания (основни проблеми: липсата на алтернативен път, наличието на кръстовища на едно ниво, пешеходни преходи и автобусни спирки). Този участък е определен като път 4. През 2007 – 2010 г. е открито движението в участъка Миротице—Пршедотице.
От 1 януари 2016 г. скоростният път R4 е преименуван на магистрала D4.